# Onestaldo de Pennafort
Onestaldo de Pennafort Caldas (Rio de Janeiro, 1902 –  Rio de Janeiro,1987) foi um poeta e tradutor brasileiro. Traduziu autores como Paul Verlaine, Guillaume Apollinaire, Jean Cocteau, Stephane Mallarmé, William Shakespeare e Gustave Flaubert, entre outros.

## Carreira
Iniciou os estudos em Direito, interrompidos por volta de 1918. Seu primeiro livro de poemas, Escombros Floridos, foi publicado em 1921. Entre os anos de 1920 e 1950 colaborou com diversos periódicos, entre eles, Fon-Fon, Careta, Autores e Livros, Para Todos e O Malho.
Recebeu, em 1955, o Prêmio Machado de Assis, concedido pela Academia Brasileira de Letras, pelo conjunto de sua obra, e em 1956, o Prêmio da Associação Paulista de Críticos de Arte, pela tradução da peça Otelo, de Shakespeare[carece de fontes?].
Sua obra marcou o período final do movimento simbolista brasileiro, sendo frequentemente citado como o último poeta deste "ismo", sendo também um abridor de caminhos para a poesia de vanguarda, em função de suas traduções[carece de fontes?].